# مایک گیبسون (بازیکن فوتبال)
مایک گیبسون (انگلیسی: Mike Gibson؛ زادهٔ ۱۵ ژوئیهٔ ۱۹۳۹) بازیکن فوتبال اهل بریتانیا است.
از باشگاه‌هایی که در آن بازی کرده‌است می‌توان به باشگاه فوتبال بریستول سیتی، باشگاه فوتبال نانیتون تاون، باشگاه فوتبال گیلینگام، و باشگاه فوتبال شروزبری تاون اشاره کرد.
وی همچنین در تیم ملی فوتبال زیر ۱۸ سال انگلستان بازی کرده‌است.